# Gag (isola)
Gag è un'isola vulcanica dell'Indonesia.

## Geografia
L'isola di Gag è un'isola di origine vulcanica di forma ovale larga 7 km e lunga 12 km appartenente all'arcipelago delle Raja Ampat, al largo delle coste nord-occidentali della Nuova Guinea.
Il territorio è caratterizzato da colline ondulate che raggiungono i 311 m nel Gunung Susu, la costa è principalmente rocciosa con poche spiagge sabbiose nella parte settentrionale ed occidentali. Sulla costa orientale è presente una profonda insenatura, la Baia di Gambir, che penetra verso l'interno per 1,5 km. C'è un piccolo villaggio a nord della baia. Per diversi anni l'isola è stata sfruttata per l'estrazione del nichel, attraverso una compagnia mineraria australiana. Soltanto nel 1999 con la promulgazione di una legge sulla protezione delle foreste, il governo indonesiano ha proibito definitivamente qualsiasi attività di estrazione dal sottosuolo. È presente una pista di atterraggio nella parte settentrionale dell'isola.